# Kastell Apsaros

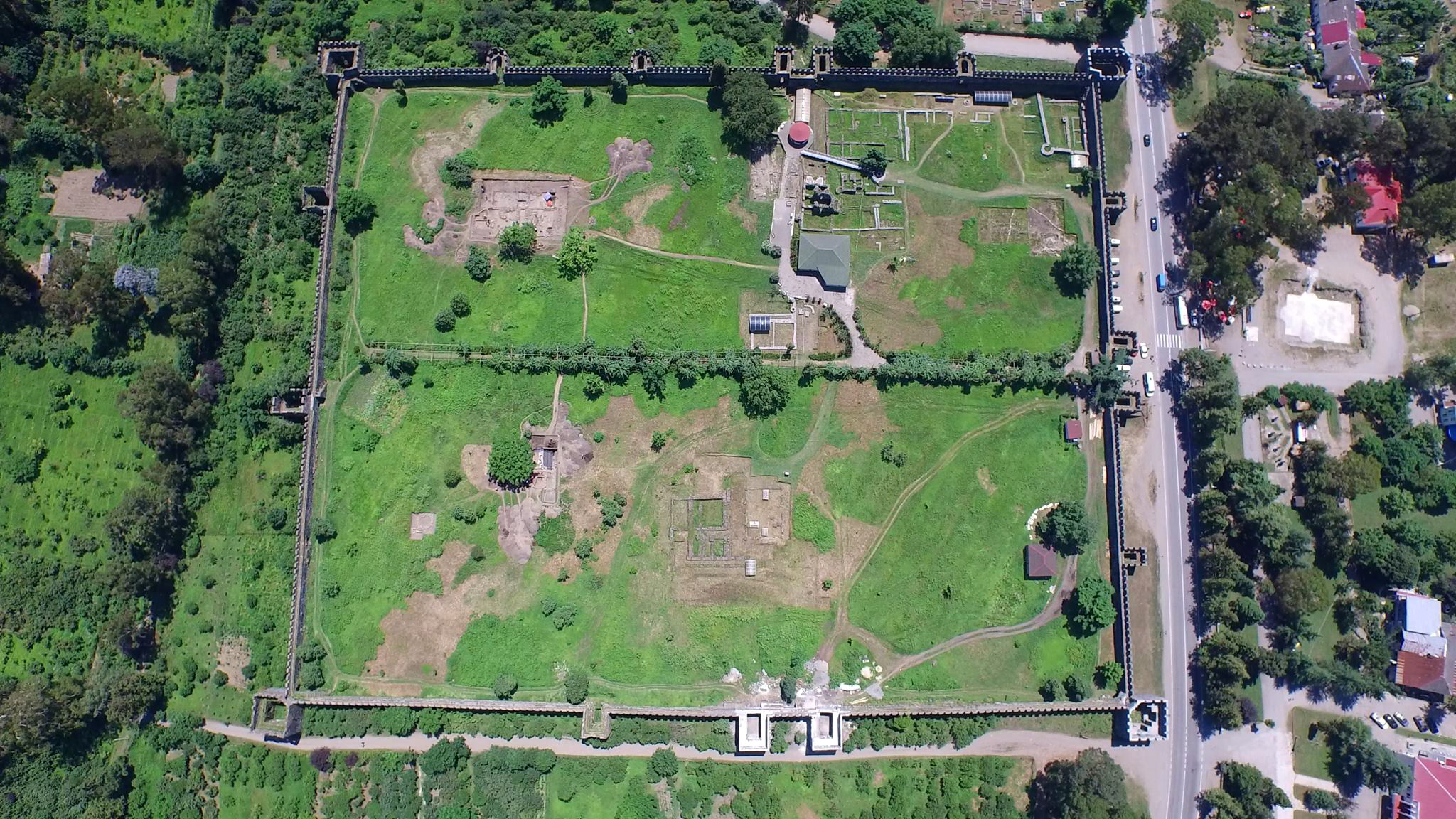
Luftbild

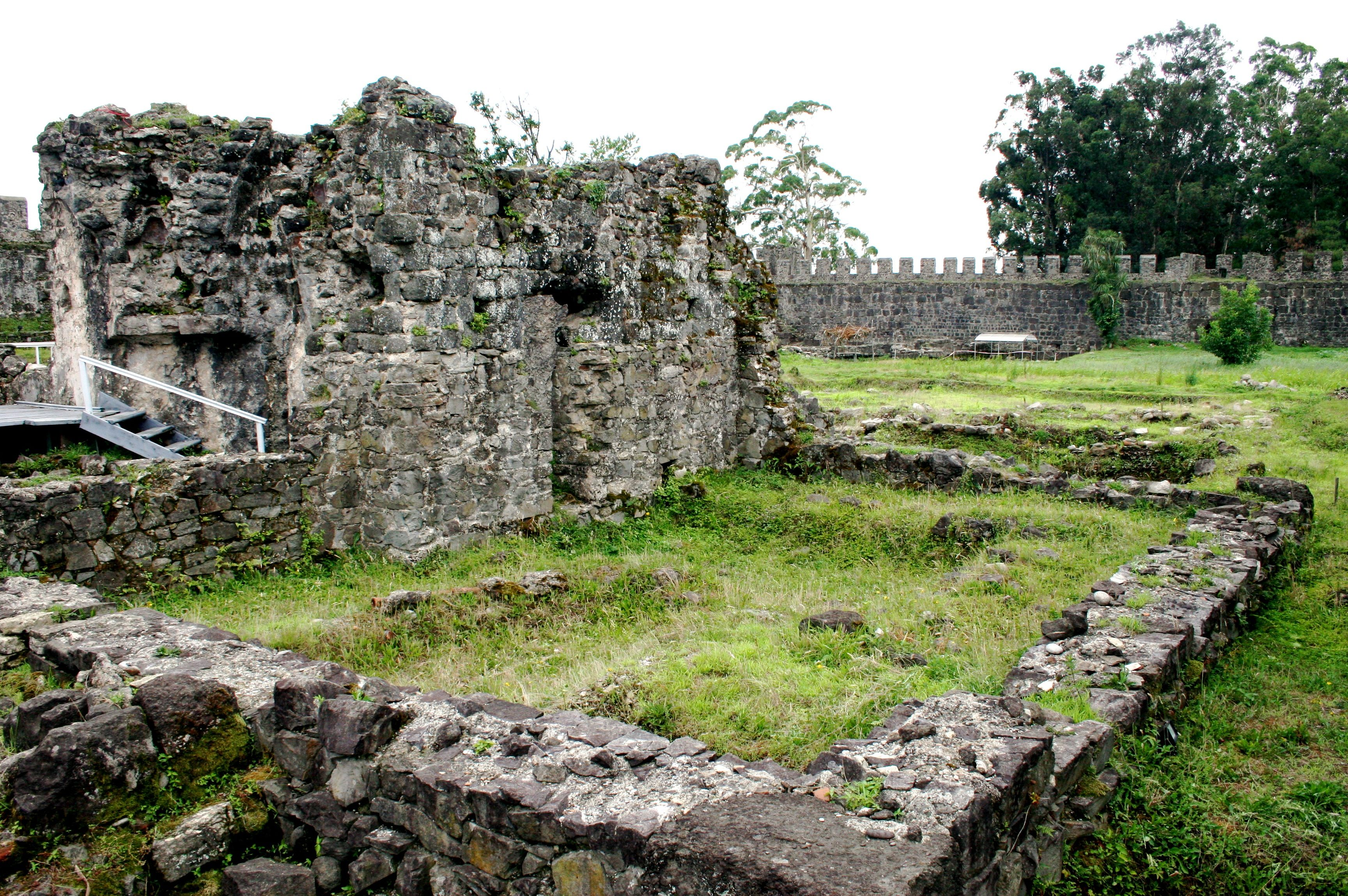
Reste des Badegebäudes

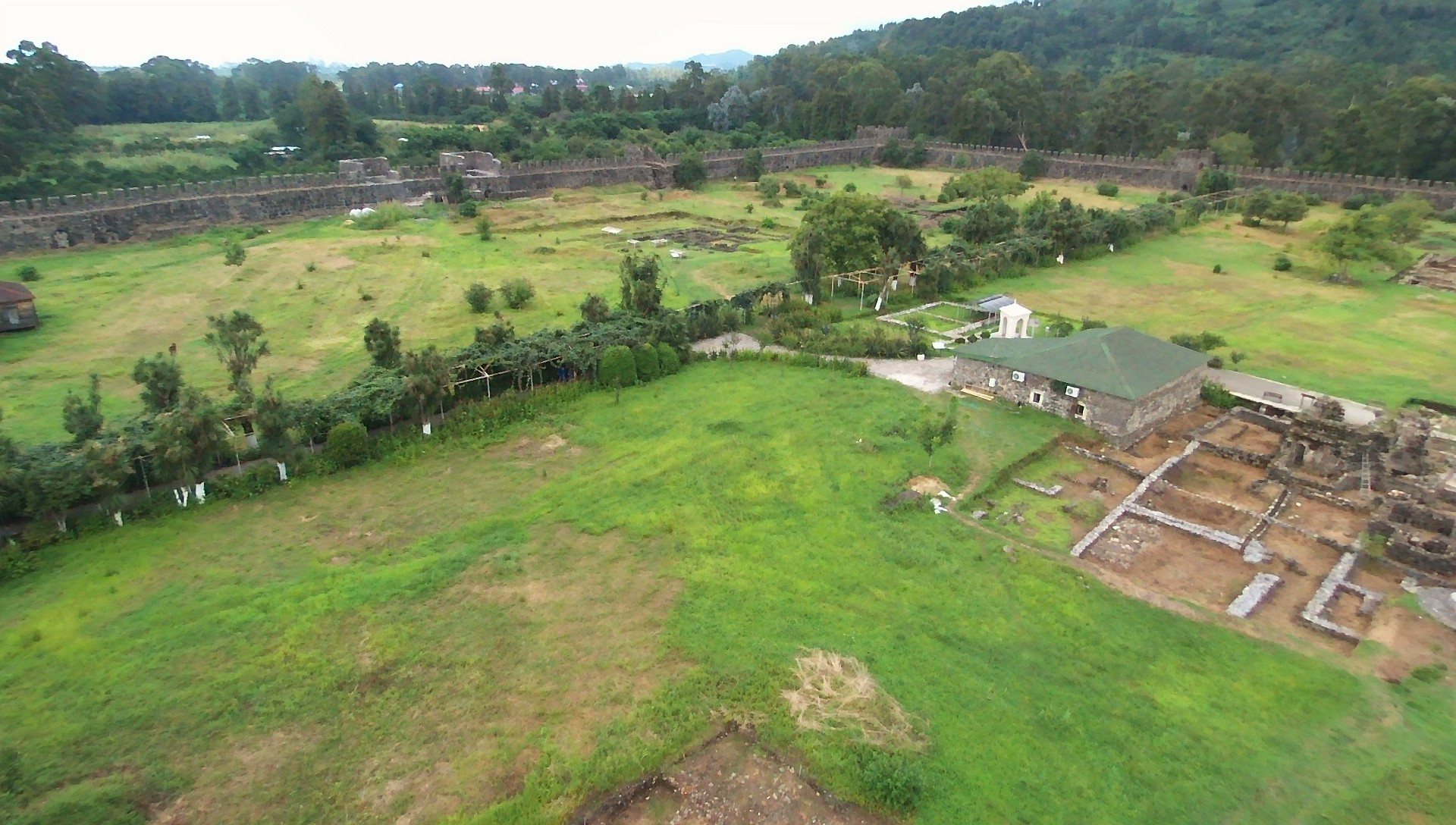
Inneres der Kastell

Das Kastell Apsaros oder Apsaruntos, lateinisch Apsirtus, georgisch auch als Gonio oder Gonia (georgisch გონიო, გონია) bekannt, ist ein römisches Kohortenkastell in der Nähe des Dorfes Gonio in der Munizipalität Chelwatschauri der Autonomen Republik Adscharien in Georgien. Die unmittelbar am Ostufer des Schwarzen Meers gelegene Garnison befindet sich 15 Kilometer südlich der Hafenstadt Batis, heute Batumi, und vier Kilometer von der türkischen Grenze entfernt. Rund 2,5 Kilometer nördlich mündet der Fluss Acampsis, dem heutigen Tschorochi, in das Meer. Das Kastell war der nördlichste und bedeutendste Truppenstandort für die in Kappadokien stehenden römischen Armeeverbände.

## Name
Der älteste Hinweis auf das Kastell stammt von Plinius dem Älteren in seiner Naturalis historia 6, 4, 12 aus dem 1. Jahrhundert n. Chr. In den griechischen und römischen Quellen ist der Ort als Apsaros oder Apsaruntos bekannt; so kommt es unter anderem als bedeutende Zwischenstation Apsaro auf der Straße von Trabzon am Schwarzen Meer auf der Seidenstraße nach Osten in der spätrömischen Straßenkarte Tabula Peutingeriana vor. Der griechische Name entspricht demjenigen des Bruders der kolchischen Königstochter Medea in der griechischen Argonautensage von Iason und seiner Suche nach dem Goldenen Vlies. Der Name des heutigen Gonio stammt aus dem 12. Jahrhundert.

## Baugeschichte
Der Grundriss des Kastells ist ein Rechteck mit den Maßen 195 × 245 Meter. Jeder Seite hat ein Eingangstor. Die Mauer ist mit 18 Türmen befestigt. Die Türme in den Ecken sind größer. Die Kastell Apsaros wurde aus Stein erbaut.
Im 2. Jahrhundert n. Chr. gehörte zum Kastell eine gut befestigte römische Stadt mit Hafen im georgischen Reich Kolchis. In der Stadt gab es auch ein Theater und ein Hippodrom. Später kam der Ort unter byzantinischen Einfluss. In der Nähe von der Stadt gab es auch eine genuesische Handelsfaktorei.

## Nachrömische Entwicklung
Seit dem 10. Jahrhundert wurde der Ort als Akampsis bekannt. Nach dem Ende der byzantinischen Herrschaft kam die Fortifikation im 12. Jahrhundert in den Besitz der georgischen Könige. Während ihrer Herrschaft erhielt Akampsis im 14. Jahrhundert den Namen Gonio. Im Zuge der osmanischen Eroberungszüge im 16. Jahrhundert fiel auch das alte Kastell an die neuen Landesherren, die dort osmanisches Militär stationierten. Erst nach dem Sieg Russlands im russisch-türkischen Krieg von 1877 bis 1878, bei dem Russland unter anderem von lokalen georgischen Milizen unterstützt wurde, erlangte Georgien und damit Gonio erstmals seit Jahrhunderten wieder seine Unabhängigkeit.